# Inuits du cuivre

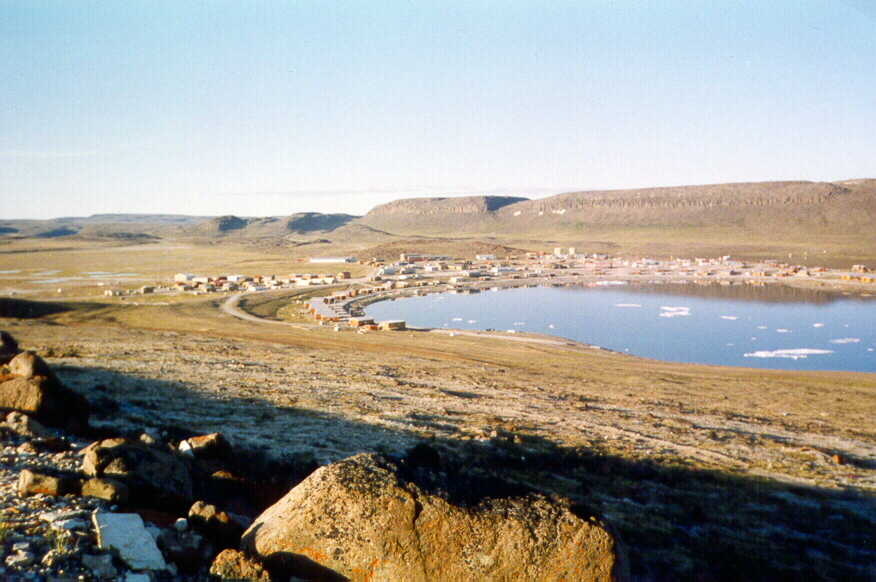

Les Inuits du cuivre ou Kitlinermiut sont un groupe d'Inuits du Nord canadien qui vivent au nord de la limite des arbres dans la région de Kitikmeot dans le territoire du Nunavut et dans la région d'Inuvik dans les Territoires du Nord-Ouest. Historiquement, ils vivaient dans la région autour du golfe du Couronnement sur l'île Victoria et la partie sud de l'île Banks.
Leur frontière occidentale était la pointe Wise près du détroit du Dolphin et de l'Union. Leur territoire le plus au nord-ouest était la côte sud-est de l'île Banks. Leur frontière sud était la côte est du Grand lac de l'Ours, du lac Contwoyto et du lac Beechey sur la rivière Back. À l'est, les Inuits du cuivre et les Inuits Netsilik étaient séparés par la Rivière Perry dans le golfe Reine-Maud. Bien que les Inuits du cuivre voyageaient au travers de tout l'île Victoria, ils se concentraient, à l'ouest, au sud de la baie Waler et, à l'est, au sud de la baie Denmark.
Étant donné que le peuple n'avait pas de nom pour se désigner eux-mêmes, ils ont adopté le terme anglophone de Copper Inuit (Inuits du cuivre). Selon Knud Rasmussen, les autres Inuits se réfèrent aux Inuits du cuivre en parlant des Kitlinermiut, Kitlineq étant un terme esquimau pour désigner l'île Victoria.

## Sous-groupes
Les Inuits du cuivre vivaient en différents sous-groupes définis géographiquement :
- Ahiagmiut : baie Ogden
- Akuliakattagmiut : cap Bexley
- Ekalluktogmiut : rivière Ekalluktok, baie Albert Edward, le centre de l'île Victoria
- Haneragmiut : détroit du Dolphin et de l'Union
- Haningayogmiut : rivière Back
- Kaernermiut : rivière Back
- Kangiryuarmiut : Détroit du Prince Albert
- Kangiryuatjagmiut : inlet Minto, entre l'inlet Minto et la baie Walker
- Kilusiktogmiut : île Victoria, la région du golfe du Couronnement à l'embouchure du fleuve Mackenzie
- Kogluktogmiut : chutes Bloody sur la rivière Coppermine, rivière Dease et le Grand lac de l'Ouest (baie McTavish); le golfe du Couronnement au sud-est du cap Krusenstern
- Kogluktualugmiut (ou Utkusiksaligmiut) : rivière Tree (Kogluktualuk) à 80 miles à l'est de la rivière Coppermine
- Kogluktuaryumiut : à partir de l'embouchure de la rivière Kogluktuaryuk qui se jette dans la baie Grays vers l'amont, la glace autour de la baie Grays et du golfe du Couronnement
- Kugaryuagmiut : rivière Kugaryuak
- Nagyuktogmiut (ou Killinermiut) : île Nagyuktok, une des îles de l'archipel Duke of York, golfe du Couronnement central, île Victoria au nord-ouest de la pointe Lady Franklin, continent à l'est de la rivière Tree, les lacs Dismal près de la source de la rivière Dease
- Noahonirmiut (ou Noahdnirmiut) : îles Liston et Sutton dans le détroit du Dolphin et de l'Union jusqu'au continent, nord de la rivière Rae (Pallirk), sud de l'île Lambert
- Pallirmiut : embouchure de la rivière Rae (Pallirk) et source de la rivière Dease, golfe du Couronnement, sud-est du cap Krusenstern
- Pingangnaktogmiut : Pingangnaktok, dans les terres à l'ouest de la rivière Tree
- Puiplirmiut (ou Puiblirmiut) : détroit du Dolphin et de l'Union près des îles Liston/Listen et Sutton, aussi au nord et nord-est de la baie Simpson sur l'île Victoria
- Ugyuligmiut : nord de l'inlet Minto
- Ulukhaktokmiut : Ulukhaktok (anciennement appelé Holman)
- Umingmuktogmiut : le village permanent de Umingmuktog sur la côte occidentale de la presqu'île Kent, Bathurst Inlet

## Inuits du cuivre connus
- Joe Allen Evyagotailak
- Donald Havioyak
- Helen Kalvak
- Helen Maksagak
- Kane Tologanak
- Mary Kalvak

## Annexe